# اوته روهرولد
اوته روهرولد (آلمانی: Ute Rührold؛ ۹ دسامبر ۱۹۵۴) لژسوار اهل آلمان بود.
وی در مسابقات کشوری و بین‌المللی در مجموع برندهٔ ۱ مدال طلا، ۵ مدال نقره، ۲ مدال برنز شده‌است.